# Ruta de Illinois 103
La Ruta de Illinois 103, y abreviada IL 103 (en inglés: Illinois Route 103) es una carretera estatal estadounidense ubicada en el estado de Illinois. La carretera inicia en el sur desde la US 24     en Ripley hacia el norte en la US 67  , IL 100   en Beardstown. La carretera tiene una longitud de 14,8 km (9.18 mi).

## Mantenimiento
Al igual que las autopistas interestatales, y las rutas federales y el resto de carreteras estatales, la Ruta de Illinois 103 es administrada y mantenida por el Departamento de Transporte de Illinois por sus siglas en inglés IDOT.